# Édouard Durand
Pour les articles homonymes, voir Durand (patronyme).
Édouard Durand, né le 23 septembre 1975 à Troyes, est un magistrat français spécialiste de la protection de l'enfance, des violences conjugales et des violences faites aux enfants.
Avec Nathalie Mathieu, il copréside de 2021 à 2023 la Commission indépendante sur l'inceste et les violences sexuelles faites aux enfants (Ciivise), dont il est évincé en décembre 2023.

## Biographie

### Jeunesse et famille
Édouard Durand est né en 1975 à Troyes. Sa mère, fondatrice de la première mission locale de la ville, et son père, avocat, divorcent quand il a cinq ans. Enfant rêveur et solitaire, il passe, aux côtés de son frère aîné et de sa sœur cadette, une enfance heureuse, dans un milieu où la famille tient une grande place. Il lui arrive d'aller écouter plaider son père.
Après son baccalauréat, Édouard Durand entame des études de droit, qu'il interrompt à la fin de la première année pour entrer au séminaire dans l'idée de devenir prêtre. Deux ans plus tard, il décide de reprendre ses études de droit pour devenir juge.

### Parcours professionnel

#### Protection de l'enfance et lutte contre les violences conjugales
Édouard Durand entre en fonction en 2004 à la cour d'appel d'Aix-en-Provence,. En 2005, il est juge des enfants à Draguignan, puis en poste à Marseille pendant cinq ans. Il devient ensuite juge aux affaires familiales. Il coordonne les formations des auditeurs de justice et des magistrats à l’École nationale de la magistrature.
En 2016, il est vice-président chargé des fonctions de juge des enfants au tribunal de grande instance de Bobigny. Il est membre du Conseil national de la protection de l’enfance. Il est membre du conseil scientifique de l’Observatoire national de la protection de l’enfance. Co-président, avec la féministe Ernestine Ronai, de la commission Violence de genre du Haut Conseil à l’égalité entre les femmes et les hommes, il devient un expert reconnu de la lutte contre les violences faites aux femmes,.
En 2015, il met en place et coordonne, avec Ernestine Ronai, le diplôme universitaire Violences faites aux femmes à l’université Paris VIII. C'est le premier diplôme universitaire en France consacré aux violences faites aux femmes. Édouard Durand publie, seul ou en collaboration avec Ernestine Ronai, plusieurs ouvrages sur le sujet des violences conjugales et sexuelles. Il défend notamment que dans le cas de violences intra-familiales, « protéger la mère, c’est protéger l’enfant » et « un mari violent est un père dangereux ».
Le 2 juin 2021, Édouard Durand est nommé inspecteur de la Justice.
Par décret du président de la république en date du 8 février 2024 , il est nommé premier vice-président chargé des fonctions de juge des enfants au Tribunal judiciaire de Pontoise au sein du ressort de la Cour d'appel de Versailles. 

#### Co-présidence de la Ciivise
En janvier 2021, à la suite de la publication du livre de Camille Kouchner, La familia grande, qui raconte les viols sur son frère jumeau dont elle accuse Olivier Duhamel, le président de la République Emmanuel Macron annonce la création de la Commission indépendante sur l'inceste et les violences sexuelles faites aux enfants (Ciivise). Coprésidée par Édouard Durand et Nathalie Mathieu, directrice générale de l'association Docteurs Bru, l'instance est chargée d’élaborer des propositions en vue d’une politique publique de prévention et de lutte contre l'inceste. Elle s'appuie sur les témoignages des victimes. La parole de l'enfant est primordiale et cela ne va pas à l'encontre de la présomption d’innocence du suspect.
En moins de deux mois, 6 200 personnes témoignent, dont 90 % de femmes, âgées en moyenne de 44 ans. Au fil des mois, « Je te crois, je te protège » devient la doctrine cardinale de la commission. En novembre 2023, au terme d'une mission de trois années et sur la base de 30 000 témoignages, la Ciivise remet au gouvernement un rapport contenant 82 préconisations. Mais, malgré le soutien de nombreuses associations et spécialistes de la protection de l'enfance, Édouard Durand est écarté de la présidence. Plusieurs personnalités déplorent publiquement son éviction, dont Jean-Marc Sauvé, président de la Commission indépendante sur les abus sexuels dans l'Église (Ciase), ou Emmanuelle Béart, qui a coréalisé peu de temps avant le documentaire sur l'inceste Un silence si bruyant.
En décembre 2023, en signe de protestation, onze membres de la Ciivise démissionnent de la commission, dont Éva Thomas, la psychiatre Muriel Salmona ou l'activiste des droits de l'enfant Arnaud Gallais. Un douzième membre les ayant rejoints, tous signent le 4 janvier 2024 dans Libération une tribune intitulée « Inceste : la Ciivise change et nous sommes très inquiets »,.
Le 8 février 2024, Édouard Durand publie 160 000 Enfants. Violences sexuelles et déni social, « court texte précis et d’utilité publique sur l’inceste et les violences sexuelles, et sur le puissant déni collectif qui les entretient » selon Julia Vergely dans Télérama.

## Publications
- Édouard Durand, Protéger la mère c'est protéger l'enfant, Malakoff, Dunod, coll. « Santé social », 2022, 160 p. (ISBN 978-2-10-083497-6)
- Ernestine Ronai et Édouard Durand, Violences conjugales. Le droit d'être protégée, Paris, Dunod, 2017, 292 p. (ISBN 978-2-10-076957-5)
- Karen Sadlier (dir.), Édouard Durand et Ernestine Ronai (préf. Maurice Berger), Violences conjugales : un défi pour la parentalité, Paris, Dunod, 2020, 162 p. (ISBN 2100802534)

- Ernestine Ronai (dir.) et Édouard Durand (dir.) (préf. François Molins, postface Jean-Marc Sauvé), Violences sexuelles : en finir avec l'impunité, Paris, Dunod, 2021, 224 p. (ISBN 978-2-10-082041-2)
- Édouard Durand, Défendre les enfants, Paris, Seuil, 2022, 144 p. (ISBN 2021507696)
- Édouard Durand, 160 000 Enfants. Violences sexuelles et déni social, Paris, Gallimard, coll. « Tracts » (no 54), 2024, 32 p. (ISBN 2021507696, EAN 9782073071927)

## Sources

### Émissions de radio
- Johanna Bedeau et Anna Szmuc, « Édouard Durand, la parole du juge », sur France Inter, Sur les docks, 16 mai 2016 (consulté le 26 décembre 2023)
- Zoé Varier, « Édouard Durand, juge des enfants : "L'inceste comme crime de masse vient contaminer la société toute entière" », sur France Inter, Une journée particulière, 21 mars 2021 (consulté le 26 décembre 2023)
- Giulia Foïs, « Édouard Durand, le juge qui écoutait les enfants », interview, sur France Inter, En marge, 2 décembre 2023 (consulté le 26 décembre 2023)

### Documentaires
- Karine Dusfour, Bouche cousue (documentaire), 2020 (lire en ligne)
- « Droits des enfants : audition du juge Édouard Durand », sur LCP - Assemblée nationale, 6 décembre 2022 (consulté le 26 décembre 2023)
- « Violences sexuelles sur les enfants : audition de la Ciivise », sur Sénat, 9 novembre 2023
- « Manquements des politiques de protection de l’enfance », sur Assemblée Nationale, 4 juin 2024